# اچ‌ام‌اس آمیتیست (اف۱۱۶)
اچ‌ام‌اس آمیتیست (اف۱۱۶) (به انگلیسی: HMS Amethyst (F116)) یک کشتی بود که طول آن ۲۸۳ فوت (۸۶ متر) بود. این کشتی در سال ۱۹۴۳ ساخته شد.